# Zenit-3SL
O Zenit-3SL é um foguete operado pela Sea Launch. O primeiro lançamento foi em 1999, e já foi lançado 37 vezes, com três falhas e uma parcial. É membro da família de foguetes Zenit, e foi construído pela Yuzhnoye Design Bureau. A RKK Energia produziu o estágio superior (Block DM-SL), enquanto que a área da carga foi construída pela Boeing. Lançamentos são conduzidos a partir da plataforma Odyssey ancorada no equador no Oceano Pacífico, num ponto com 154°W longitude, cerca de 370 quilômetros a leste do Kiritimati.
O projeto Zenit-3SL começou no final de 1980 como o Zenit-3, uma proposta de substituição para o Proton-K, que teria usado um foguete Zenit-2 com um estágio superior Block D. Esta proposta foi arquivada após a dissolução da União Soviética, como a Rússia herdou o programa espacial, no entanto, o Zenit foi fabricado na Ucrânia. A Boeing envolveu-se no programa em 1994. O desenho foi posteriormente modificado, com uma versão modificada do Block DM substituindo o Block D.
Sea Launch integra os foguetes na Califórnia, e os transfere para Odyssey através do Sea Launch Commander para o transporte até o local de lançamento. Uma vez no local de lançamento, o foguete é construído sobre a plataforma, e uma contagem regressiva de três dias é iniciada. A contagem regressiva é totalmente automatizada, e todo o pessoal é evacuado da plataforma para o Commander, antes do lançamento.
O Zenit-3SL lança predominantemente satélites de comunicações em uma órbita de transferência geoestacionária. O único lançamento a ser conduzido a uma orbita diferente do GTO foi o ICO F1, o qual foi destinado a ser colocado na MEO, no entanto, o foguete não conseguiu atingir a órbita.

## Confiabilidade
De trinta e sete foguetes lançados, três falharam, e um falhou parcialmente mas voltou à orbita.A primeira falha ocorreu durante o terceiro voo, em 12 de março de 2000, quando um erro de software resultou em um problema na segunda fase, deixando o satélite ICO F1 incapaz de atingir a órbita.
Em 29 de junho de 2004, durante o lançamento do Apstar 5, o estágio superior desligou-se por 54 segundos no início devido a uma falha na fiação, deixando o satélite numa órbita mais baixa do que o planejado. A nave levantou-se para a órbita correta por meio de seus motores de manobra a bordo, à custa de combustível destinado a estação, para manter a órbita correta.
Em 30 de janeiro de 2007, um Zenit-3SL explodiu na plataforma de lançamento depois de uma falha no motor causada por detritos na bomba hidráulica.
No dia 1º de fevereiro de 2013, o Zenit-3SL caiu no mar perto da plataforma de lançamento, 40 segundos após a decolagem.